# G1 (sitio web)
G1 es un portal de noticias brasileño mantenido por el Grupo Globo y bajo orientación de la Central Globo de Periodismo. Fue lanzado el 18 de septiembre de 2006. El portal disponibiliza el contenido de Periodismo de las diversas empresas del Grupo Globo, TV Globo, Globo News, la Rádio Globo y CBN, los periódicos O Globo y Folha de S. Paulo, las revistas Época y Globo Rural, además de reportajes propios en formato de texto fotos audio y vídeo.
Además de las tres redacciones propias situadas en São Paulo, Río de Janeiro y Brasilia, afiliadas de la TV Globo, periódicos, radios y las agencias de noticias Agencia Estado, AFP, Associated Press, EFE, The New York Times, Reuters y Valor Económico alimentan el portal de noticias, que es actualizado 24 horas por día.
El Portal se destaca por su contenido multimedia quitando provecho de las ventajas de la internet sobre los medios tradicionales comunicacionales.
A finales de 2010 el portal integró las redes afiliadas al website, comenzando con la integración de los estados de São Paulo y de Río de Janeiro, con el contenido de TV Globo São Paulo y TV Globo Río. Luego con los estados de Minas Gerais (Globo Minas y TV Integración), Paraná (RPC TV), Bahía (Rede Bahia), Distrito Federal (Globo Brasilia) y  recientemente: Mato Grosso (TV Centro América), Mato Grosso do Sul (TV Morena), Ceará (TV  Verdes Mares),Espirito Santo (TV Gazeta), Goiás (Rede Anhanguera),  Paraíba (TV Paraíba y TV Cabo Blanco), Amazonas (Rede Amazónica), Pernambuco (Globo Nordeste),Río Grande do Sul (RBS TV), Sergipe (TV Sergipe), Maranhão (Rede Mirante), Pará (Rede Liberal), Rondônia (Rede Amazónica), Santa Catarina (NSC TV), Río Grande do Norte (Inter TV Cabugi) Piauí (TV Clube), Alagoas (TV Gazeta Alagoas), Acre (Rede Amazónica) y regiones de cobertura de TV TEM (Baurú), de EPTV (Campinas), de TV Tribuna (Santos), de la Rede Vanguarda (Taubaté y São José dos Campos), de  InterTV (Dos Vales y Grande Minas), de TV Rio Sul (Resende) y de TV Asa Blanca (Cauruarú).
Las versiones de G1 en el idioma inglés y español fueron lanzadas en 11 de junio de 2010 y tienen los vídeos subtitulados en dos idiomas.
G1 también tiene una versión móvil en la web Versión Mobile.